# Karl Wilhelm Borchardt

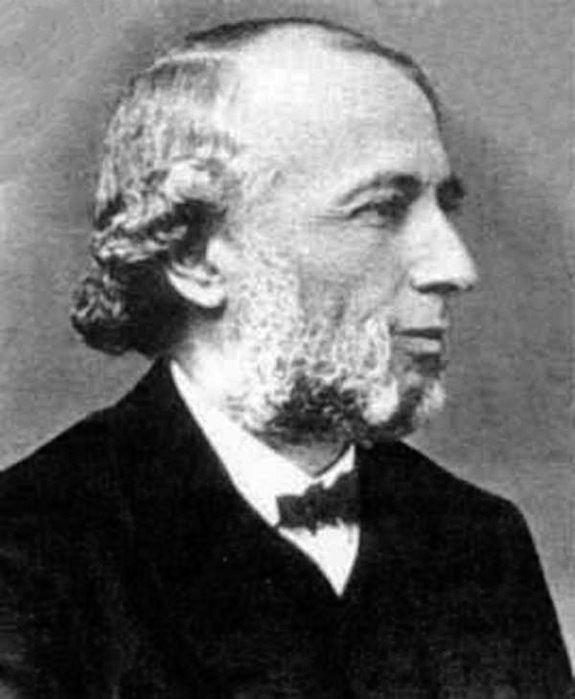

Karl Wilhelm Borchardt (Berlijn, 22 februari 1817 - Rüdersdorf bei Berlin, 27 juni 1880) was een Duitse wiskundige.

## Biografie
Borchardt studeerde vanaf 1836 in Berlijn wiskunde bij Peter Gustav Lejeune Dirichlet. In 1839 vertrok hij naar Königsberg om bij Friedrich Wilhelm Bessel, Franz Ernst Neumann en vooral Carl Jacobi te studeren. In zijn proefschrift behandelde hij niet-lineaire differentiaalvergelijkingen. 
Met Jacobi ging hij in 1843 en 1844 naar Italië. Aansluitend was hij in Berlijn meerdere jaren bezig met zelfstandig wiskundig onderzoek. In de winter van 1846/1847 woonde hij in Parijs en hij habiliteerde in 1848 aan de Universiteit van Berlijn. In 1856 werd hij gewoon lid van de Pruisische Academie van Wetenschappen. Na de dood van August Leopold Crelle nam hij de leiding over van het wiskundige vaktijdschrift Crelle's Journal.

## Werken
- Neue Eigenschaft der Gleichung, mit deren Hilfe man die seculären Störungen der Planeten bestimmt. (in Crelles Journal, 1846)
- Untersuchungen über die Theorie der symmetrischen Funktionen. (1856)
- Sur la quadrature définie des surfaces courbes. (Lionville, 1847)